# Dara Bubamara
Dara Bubamara (serbisk kyrilliska: Дара Бубамара), född 21 maj 1976 som Radojka Adžić (Радојка Аџић) i Novi Sad, Serbien, är en populär serbisk turbofolk-sångerska.

## Biografi
Bubamara växte upp i Satelit, ett område i Novi Sad, Serbien. Hennes föräldrar flyttade till Novi Sad från Derventa, Bosnien och Hercegovina innan hon föddes.
Bubamara är känd för sin fejd med en annan känd serbisk turbofolksångerska, Jelena Karleuša.

## Sånger
En av Bubamaras mest populära sånger är "Košava sa Dunava", som var en stor hit i Jugoslavien i början på 1900-talet.
Sommaren 2007 var hennes sång "Zidovi" en av de mest spelade och populära turbofolksångerna. Även hennes sånger "Dodirni me" och "Dobro jutro nikome" är välkända.

## Diskografi
- Košava sa Dunava (1993)
- Željo moja (1994)
- Svi su tu (1997)
- Nisu to kiše (1999)
- Opa Opa - Best of (2000)
- Dvojnica (2001)
- Polje jagoda (Field of Strawberries) (2002)
- Bez milosti (2005)
- Dodirni me (2007)
- Dara Bubamara 2010 (2010)